# Valentin Trautman
Valentin Staffansson Trautman (Trauthman), född omkring 1580 i Tyskland omkring, död 1629 i Stockholm, var en tysks-svensk tecknare, grafiker och kopparstickare. 
Han var gift med Barbro Tabinsta och troligen far till kopparstickaren Johan Trautman. Han kom troligen till Sverige omkring 1616 för att utföra illustrationer till olika arbeten. Han fick 1617 fullmakt att bo i Stockholm utan att behöva utföra de borgerliga plikterna. Bland hans uppdrag märks illustrationer till bland annat till Anders Bures stora karta Orbis arctoi imprimisque amplissimi regni Suecice tabula och ett antal blad till bibelupplagan 1618. Han utförde dessutom ett antal porträtt av Gustaf II Adolf för Fulvius Pacianus Discursus politicus 1616 samt ett antal runstensavbildningar för Johannes Bureus räkning. När Gustav den II Adolfs ettåriga dotter Kristina Augusta avled 1624 fick han uppdraget att göra hennes kista för 16 riksdaler och 1627 utstack han vapen och namn på prinsessan Agnes av Holstein-Gottorp kista i Riddarholmskyrkan för 40 daler silvermynt. När han själv avled 1629 beordrade kungen att alla hans graverade plåtar och skisser skulle läggas i en kista och förvaras på slottet. Trautman finns representerad vid Nationalmuseum och Kungliga biblioteketi Stockholm.